# Adidas World of Football

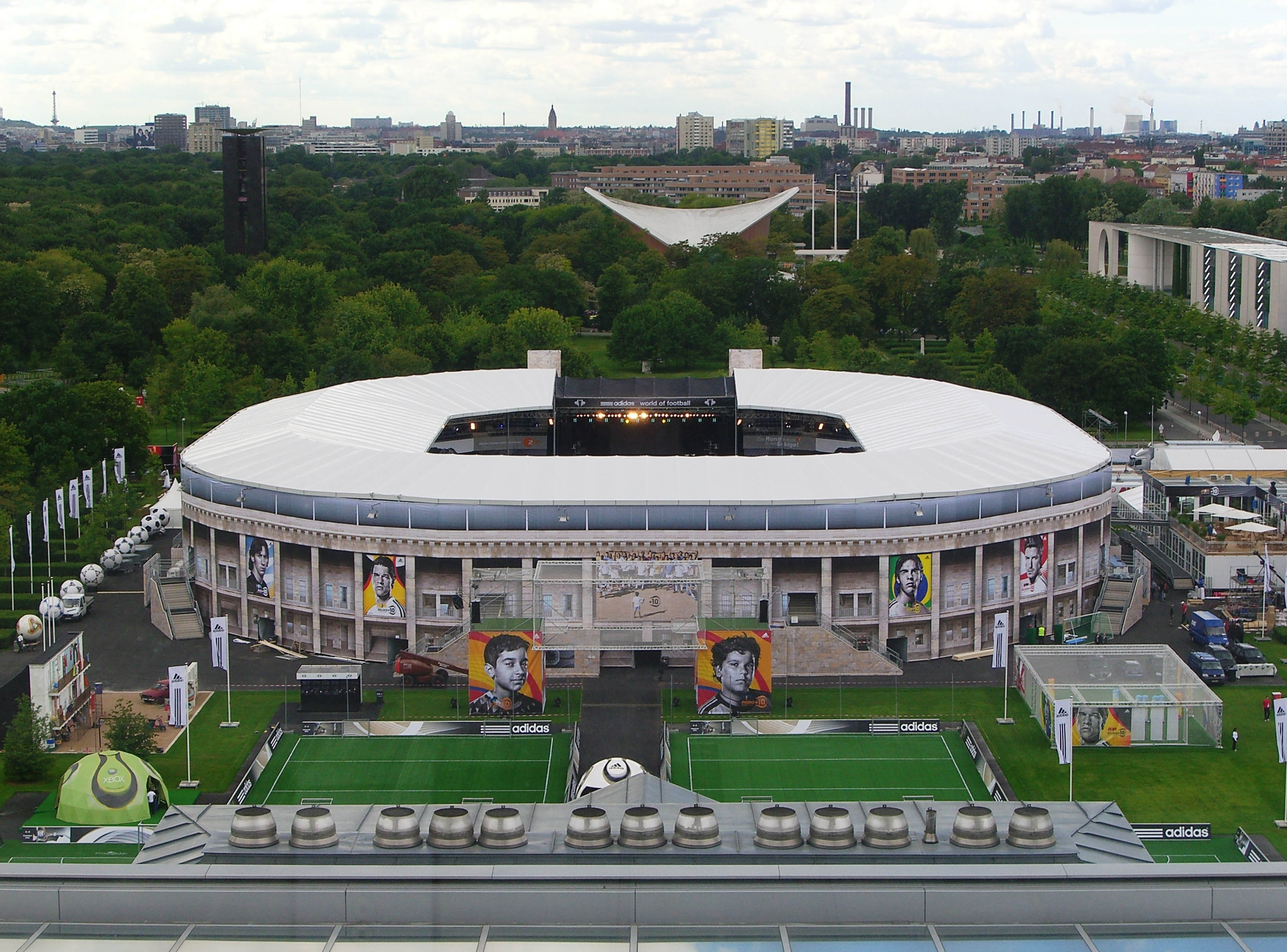
adidas World of Football, Blick vom Reichstag

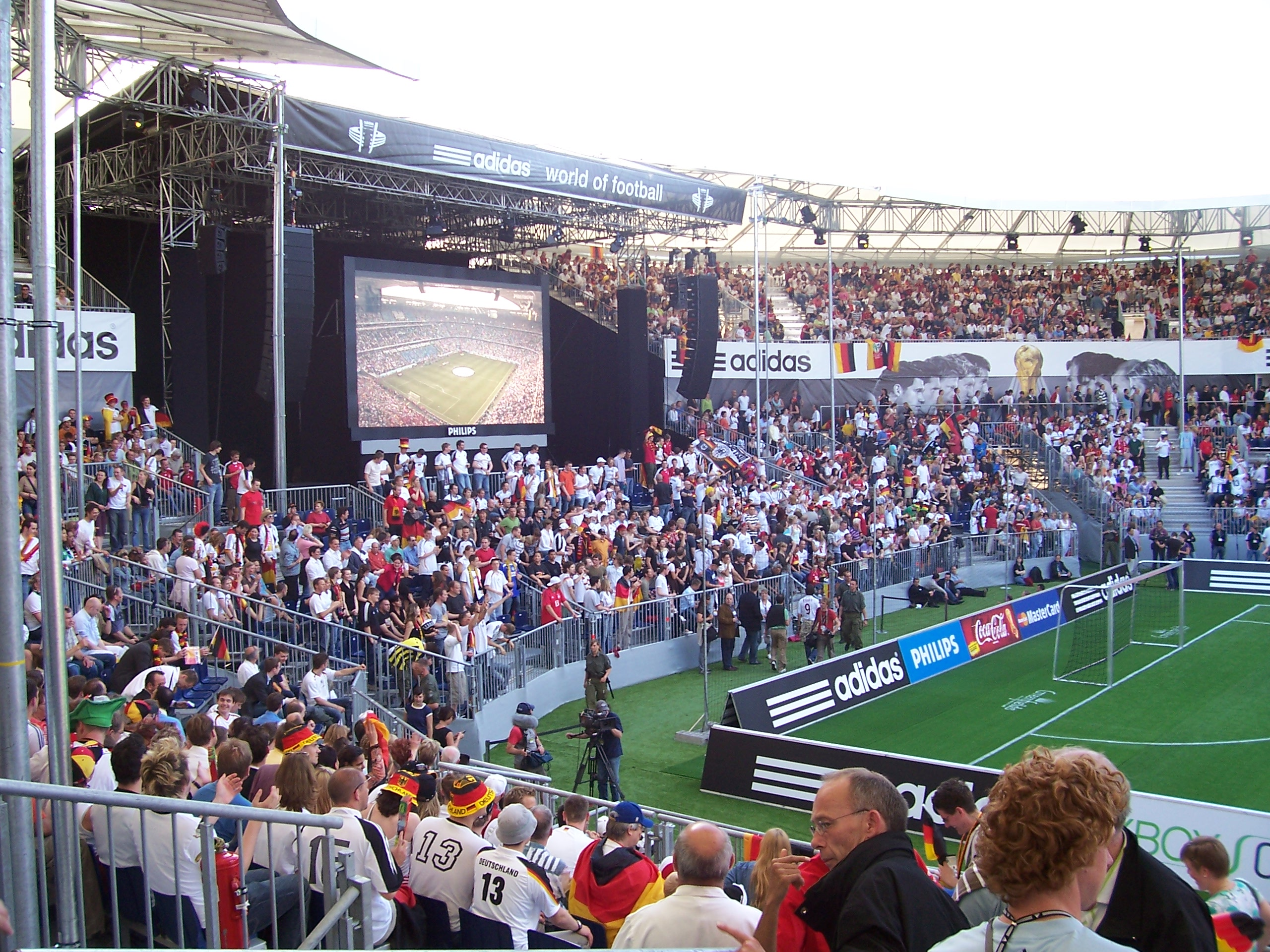
Stimmung in der Arena beim Eröffnungsspiel

Als adidas World of Football (umgangssprachlich auch adidas-Arena Berlin) wird offiziell das ca. 11 Mio. Euro teure Stadion bezeichnet, das temporär zur Fußball-Weltmeisterschaft 2006 auf dem Platz der Republik durch die Firma adidas (ein Hauptsponsor der WM) vor dem Berliner Reichstag aufgebaut wurde. Es erinnerte in der Struktur der Fassade an das Berliner Olympiastadion und wies eine Kapazität von etwa 8.000 Sitzplätzen auf. Alle WM-Fußballspiele wurden dort auf zwei Großleinwänden im Rahmen des Public Viewing übertragen. Auch Künstler wie die Black Eyed Peas und James Blunt traten auf, um spielfreie Tage mit Programm zu füllen.
Allein die Kosten, um nach Abbau der Arena den demolierten Rasen wieder herzurichten, betrugen nach Angaben des Betreibers rund eine Million Euro.

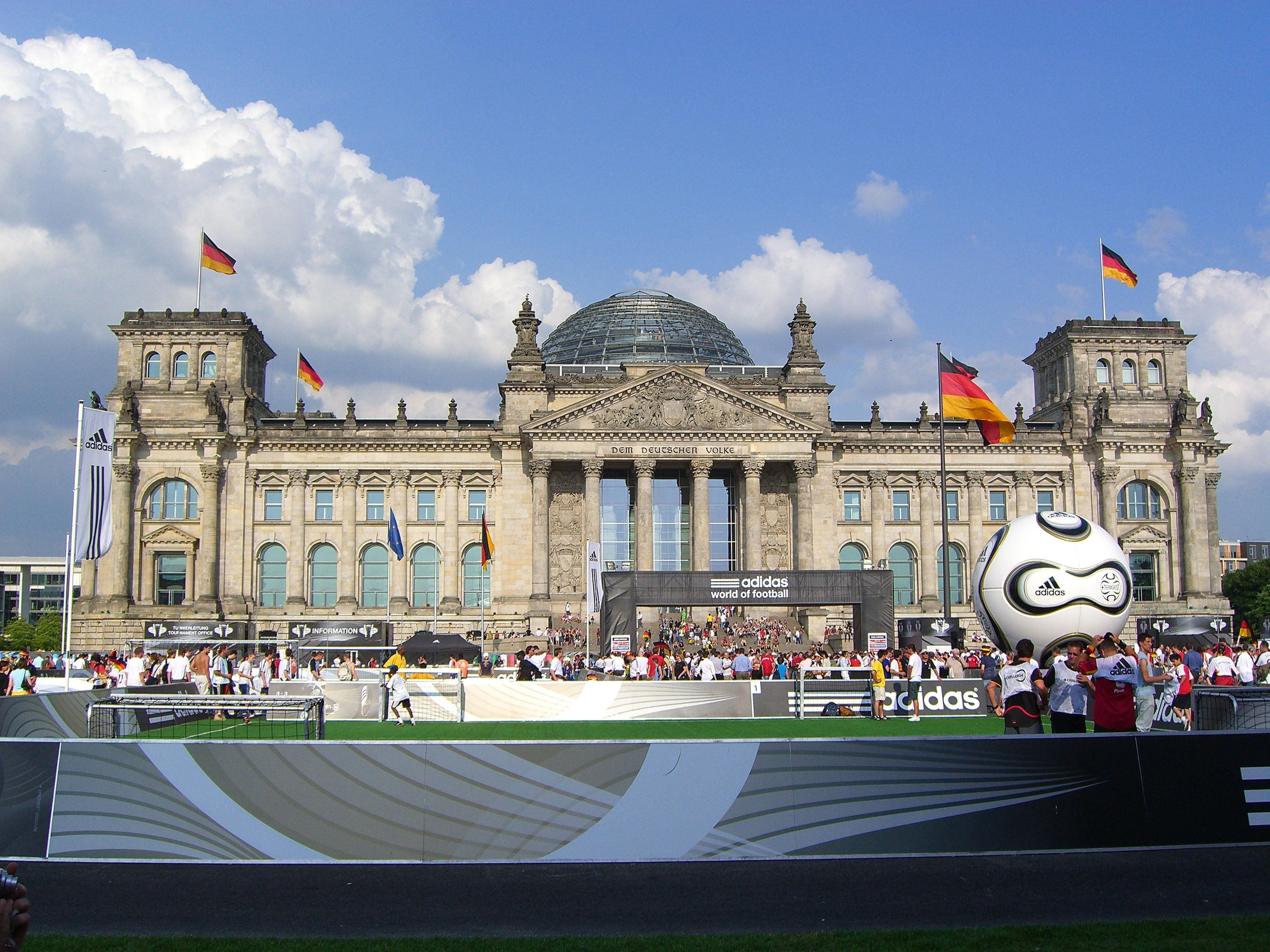
adidas World of Football vor dem Reichstag
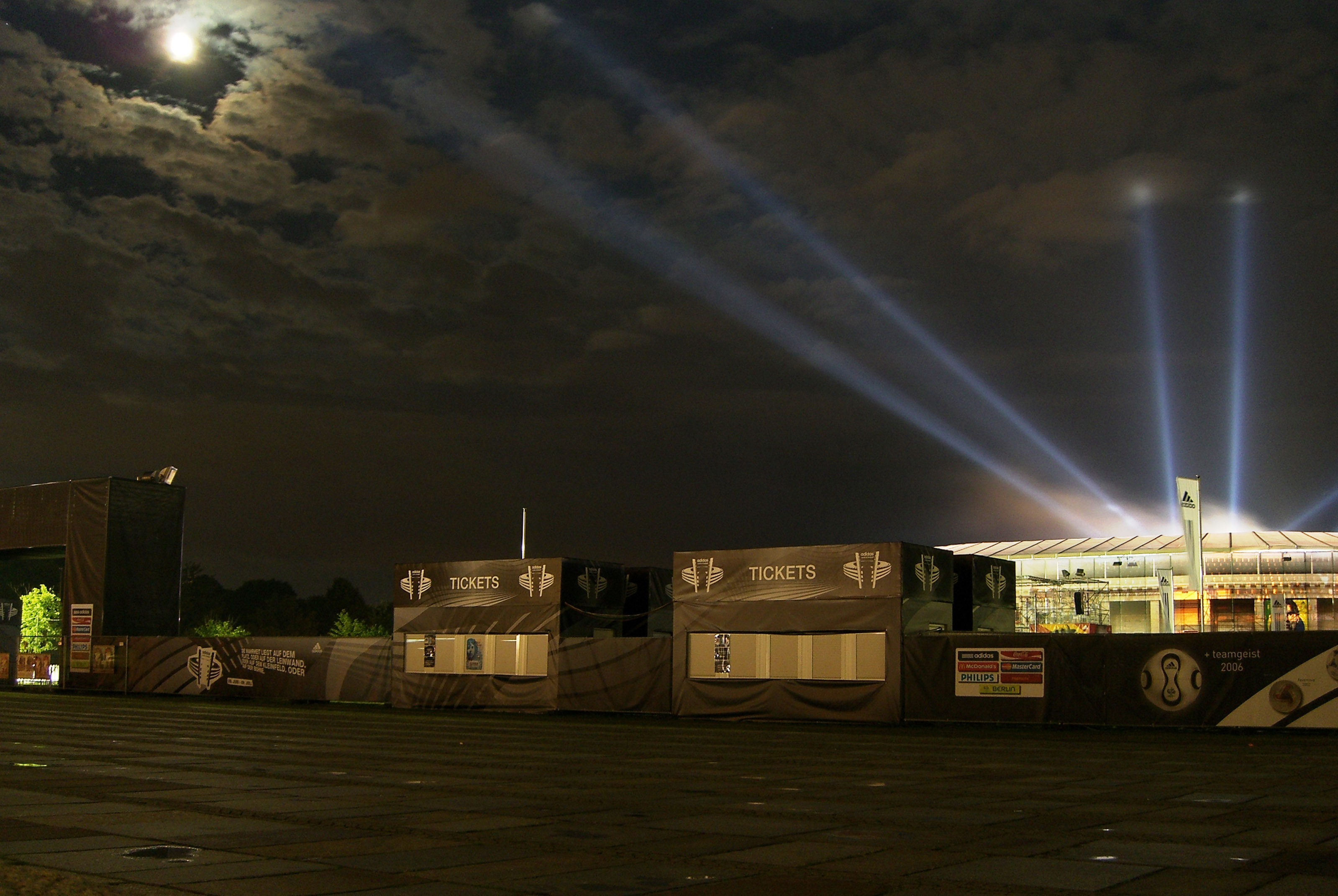
Lichtshow
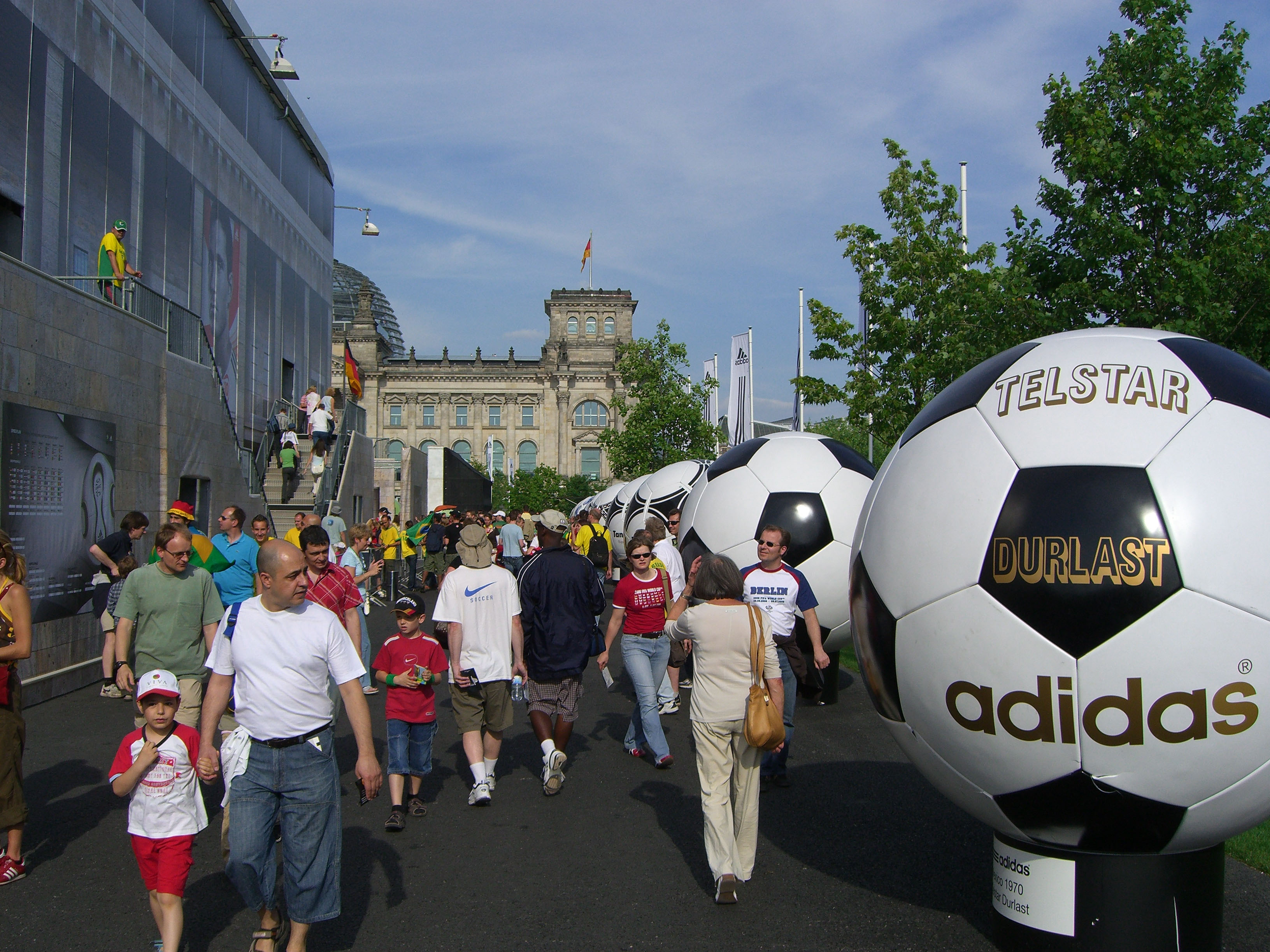
adidas-Arena, Fußball-Galerie
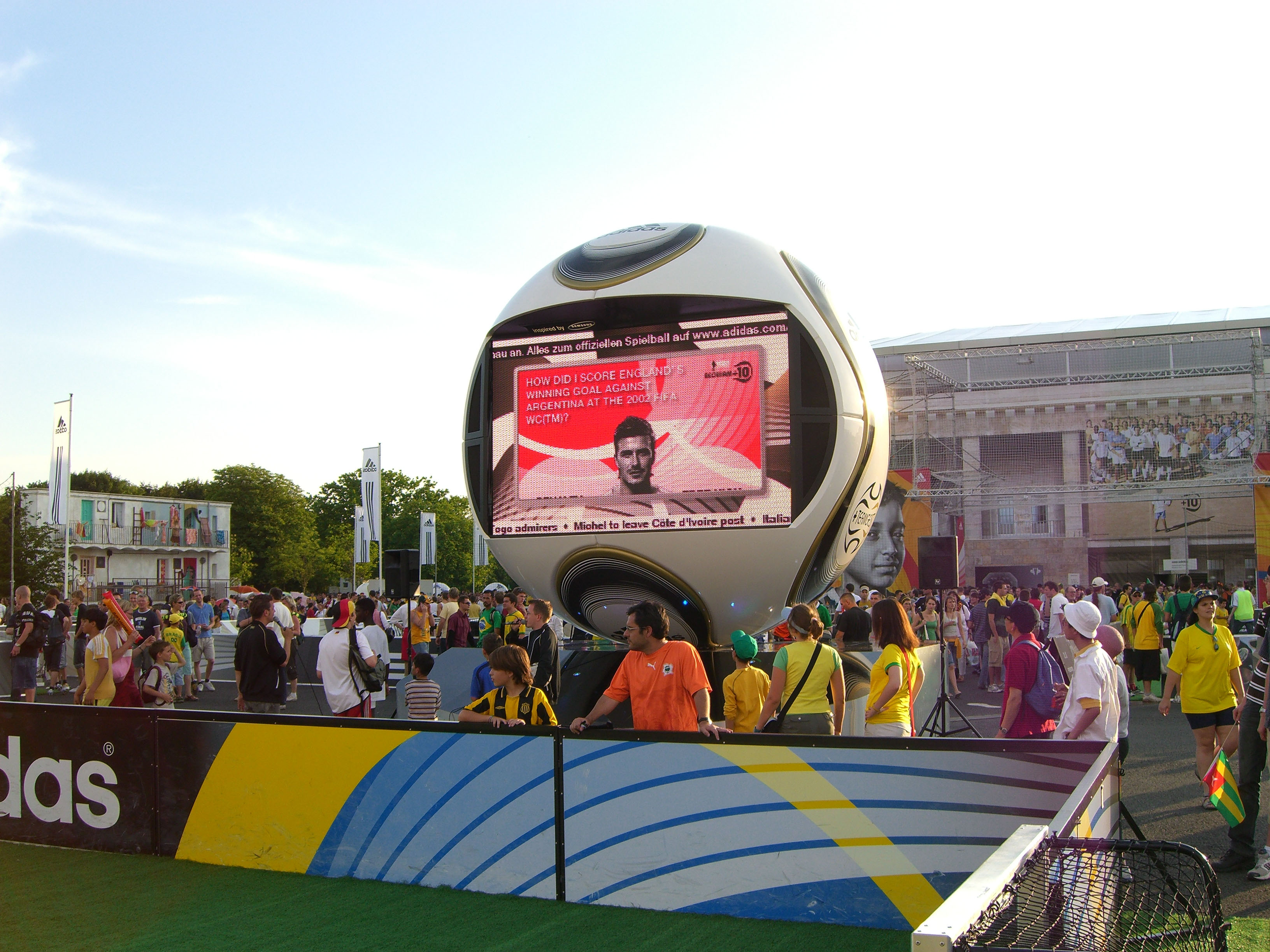
adidas-Arena, Außenansicht

## Sonstiges
Schon ab April 2006 – also knapp zwei Monate vor Beginn der WM – wurden die längst ausverkauften Finalkarten für die adidas World of Football für ein Vielfaches des Ursprungspreises über das Internet versteigert. Für die 6-Wochen-Veranstaltung wurde eigens eine „mobile“ Fastfood-Filiale auf das Gelände gesetzt. Für die Euro 2008 wurde die Idee der adidas World of Football übernommen und in Liestal ein 9. Stadion erstellt.